# Wilhelm Svedenborg

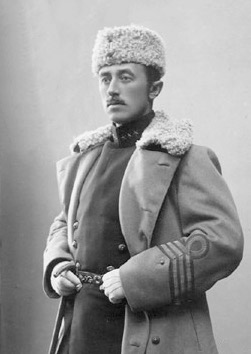
Wilhelm Svedenborg.

Gustaf Wilhelm Emanuel Svedenborg, född den 17 juni 1869 i Kvidinge församling, Kristianstads län, död den 31 maj 1943 i Drottningholm, Lovö församling, Stockholms län, var en svensk militär och ballongflygare.
Svedenborg blev underlöjtnant vid Svea artilleriregemente 1890, vid Norrlands artilleriregemente 1893, löjtnant där 1894 och kapten 1897. Han befordrades 1914 till major vid Vendes artilleriregemente. Svedenborg blev senare överstelöjtnant i armén och major i regementets reserv. Han var utsedd till reserv i Andréexpeditionen 1897. Svedenborg blev riddare av Svärdsorden 1911.
Wilhelm Svedenborg tillhörde ätten Swedenborg. Han var i sitt första äktenskap gift med Anna Nordenskiöld, en dotter till Adolf Erik Nordenskiöld som senare gifte om sig med Clas August Lindbeck. I sitt andra äktenskap var Wilhelm Svedenborg gift med Lindbecks första hustru, Hedvig Svedenborg, född Tamm.